# Jean François Blouet
Pour les articles homonymes, voir Blouet.
Jean François Blouet (1745-1809) est un avocat et un journaliste de la période révolutionnaire.

## Biographie
Jean François Nicolas Blouet naît à Metz le 21 mars 1745 dans une famille de juriste. Son père Nicolas est procureur au Parlement de Metz. Après des études juridiques, il devient avocat au Parlement de Metz, en 1764. En 1778, il devient membre de la Société royale des Sciences et Arts de Metz, où ses qualités de littérateur sont appréciées. Il publie régulièrement dans les Affiches des Évêchés et de Lorraine, journal dont il devient propriétaire en 1782. 
Inquiété au moment de la Terreur, il est cependant libéré grâce à ses appuis politiques. Ces évènements le poussent vers le journalisme politique. En 1797, Blouet crée un nouveau journal avant de le céder. Il décède à Metz le 3 août 1809.

## Publications
- Mémoire : Quels sont les obstacles qui s'opposent au progrès de la navigation relativement au commerce sur les rivières des Trois Evêchés, principalement sur la Moselle ; et quels sont les moyens de détruire ou de diminuer les obstacles, in Mémoires concernant la navigation des rivières de la province des Trois Evêchés et le commerce de la ville de Metz, 18 novembre 1772, Metz, 1773.

## Sources
- Barbe J.J., Les Journaux de la Moselle. Bibliographie et histoire, Impr. lorraine, Metz, 1928.